# Canal de Camon
Le canal de Camon est un canal, chenal non navigable de 6,79 km, prenant sa source dans la commune de Clarac et se jetant dans la Garonne au niveau de la commune de Saint-Gaudens.

## Communes et départements traversés
- Hautes-Garonne: Clarac, Pointis-de-Rivière, Martres-de-Rivière, Labarthe-Rivière, Valentine, Saint-Gaudens.